# Dallice Peak
Dallice Peak är en bergstopp i Antarktis. Den ligger i Östantarktis. Australien gör anspråk på området. Toppen på Dallice Peak är 1 089 meter över havet.
Terrängen runt Dallice Peak är huvudsakligen platt, men söderut är den kuperad. Trakten är obefolkad. Det finns inga samhällen i närheten. 